# ジュニア・スターズ
ジュニア・スターズは、プロレスラー、金本浩二と田中稔のタッグチーム、通称「ジュニスタ」。

## 概要
2000年6月に結成し、6月25日にIWGPジュニアタッグ王座を獲得。負傷欠場明けの金本浩二が2001年10月にTEAM 2000に加入しヒールターンしたため、一度タッグ終息を迎えるが、2002年にTEAM 2000が解散したため、金本が本隊に戻りC.T.U敵対することとなった、2004年当時覆面レスラー「ヒート」に転身した田中稔だったが、伸び悩んでいたためC.T.U勧誘され、最初は難色を示していたが、マスクを脱ぎ素顔に戻り8月に再結成をアピール、10月9日に邪道&外道の保持していたIWGPジュニアタッグ王座に挑戦したものの、稔が金本を裏切りC.T.Uに加入しヒールターンしたので、また終息を迎える。その後、稔はC.T.UとRISEでは、プリンス・デヴィットとのタッグチーム「プリンス・プリンス」として活動していた。
2009年、稔が新日本プロレスを退団し全日本プロレスに参戦していたため、組む機会は無かったが、2011年3月6日に金本が全日本プロレスに参戦しタッグ復活を果たす、続く「ジュニア・タッグリーグ戦」にも出場し準優勝した。
その後は金本が全日本に不定期にて参戦しタッグを継続させている。2012年10月12日に金本のSTACK OF ARMS加入が発表されたため、ジュニア・スターズはSTACK OF ARMSのユニット内ユニットといえる状態になっている。
2013年に稔が全日本を退団し、WRESTLE-1に参加。9月8日の旗揚げ戦には所属外だったため「X」とされていた金本とのジュニア・スターズタッグで参戦。

## タイトル歴
新日本プロレス
- IWGPジュニアタッグ王座（第5代）

全日本プロレス
- アジアタッグ王座（第89代、第91代）

プロレスリングZERO1
- NWAインターナショナルライトタッグ王座（第24代）